# Lista stațiilor de metrou din București

Harta magistralelor active și în construcție ale metroului

Metroul din București este rețeaua de transport subteran din capitala României. Cu o lungime de 79,36 km și 63 de stații, sistemul asigură 20% din traficul de călători din oraș. Lista de mai jos cuprinde toate stațiile care sunt în serviciu pe liniile operate de Metrorex, în ordinea din rețea, grupate pe magistrale. Stațiile care aparțin atât de M1, cât și de M3 au fost puse, convențional, pe M1. Din listă au fost excluse stațiile planificate, acestea putând suferi schimbări de nume sau amplasament.
Stațiile mari, ce asigură legătura între diferitele magistrale poartă nume diferite (de exemplu Victoriei 1 și Victoriei 2). Pe harta oficială a rețelei, ele sunt desenate ca două stații diferite, cu o legătură între ele, deși în practică este vorba de o singură stație cu peroane la niveluri diferite. Există totuși și o excepție: Gara de Nord 1 și Gara de Nord 2 sunt două stații distincte. Pentru a trece din una în cealaltă, călătorii trebuie să iasă din rețea și să plătească un alt bilet. Din acest motiv, stația Basarab este folosită pentru a face legătura între magistralele 1 și 4. În această listă stațiile de corespondență sunt trecute separat pentru a separa informațiile importante (anul deschiderii, magistrala, imaginea etc.) și pentru a permite o sortare mai bună a listei.
Ocazional, cu prilejul unor evenimente precum finala Europa League de la București, ziua Europei sau aniversarea a 100 de ani de la înființarea COSR, numele unor stații au fost schimbate, în mod simbolic, pentru perioade mici de timp.

## Stații
| Poză                   | Nume                                                                                    | Linii  | Peron           | Localizare           | Metodă de realizare | Deschidere                           | Arhitect                         | Note |
| ---------------------- | --------------------------------------------------------------------------------------- | ------ | --------------- | -------------------- | ------------------- | ------------------------------------ | -------------------------------- | --- |
| Dristor 2              | Dristor 2                                                                               | M1     | Un singur peron | Sectorul 3           |                     | 1989                                 |                                  | Trenurile care circulă pe M1 ajung la Dristor de două ori — traversând stația Dristor 1 între Mihai Bravu și Nicolae Grigorescu și având capătul în stația Dristor 2.                                                                            |
| Piaţa Muncii           | Piața Muncii                                                                            | M1     | Stânga          | Sectorul 3           |                     | 1989                                 |                                  | |
| Piaţa Iancului         | Piața Iancului                                                                          | M1     | Stânga          | Sectorul 2           |                     | 1989                                 |                                  | |
| Obor                   | Obor                                                                                    | M1     | Dreapta         | Sectorul 2           |                     | 1989                                 |                                  | Stația a fost închisă în perioada 22 martie – 25 mai 2008 pentru lucrări la Pasajul Obor. |
| Ștefan cel Mare        | Ștefan cel Mare                                                                         | M1     | Stânga          | Sectorul 2           |                     | 1989                                 |                                  | |
| Piaţa Victoriei 2      | Piața Victoriei 2                                                                       | M1     | Stânga          | Sectorul 1           | Acoperită           | 1987                                 | Ion Podocea                      | Obiective turistice: Muzeul Antipa, Parcul Kiseleff, Muzeul Țăranului Român, Muzeul de Geologie, Palatul Victoria |
| Gara de Nord           | Gara de Nord 1                                                                          | M1     | Dreapta         | Sectorul 1           | Acoperită           | 1987                                 | Viorica Curea, Mihaela Antip     | Obiective turistice: Gara de Nord, Monumentul Eroilor Ceferiști, Palatul C.F.R. Nu este posibilă schimbarea liniei între M1 și M4 la Gara de Nord – pentru transbordare se folosește stația Basarab.                                             |
| Basarab                | Basarab 1                                                                               | M1     | Dreapta         | Sectorul 1           | Acoperită           | 1992                                 |                                  | |
| Crângași               | Crângași                                                                                | M1     | Stânga          | Sectorul 6           | Acoperită           | 1984                                 | Georgeta Gabrea                  | |
| Petrache Poenaru       | Petrache Poenaru (2009 - Semănătoarea)                                                  | M1     | Dreapta         | Sectorul 6           | Acoperită           | 1979                                 |                                  | Lângă stație se află depoul Ciurel |
| Grozăvești             | Grozăvești                                                                              | M1     | Dreapta         | Sectorul 6           | Deschisă            | 1979                                 |                                  | |
| Eroilor 1              | Eroilor 1                                                                               | M1, M3 | Dreapta, Stânga | Sectorul 5           | Deschisă            | 1979 (M1) 1983 (M3)                  |                                  | Obiective turistice: Opera Națională, Biserica Sf. Elefterie, Universitatea de Medicină, Facultatea de Medicină Veterinară |
| Izvor                  | Izvor                                                                                   | M1, M3 | Dreapta         | Sectorul 5           | Acoperită           | 1979                                 |                                  | Obiective turistice: Palatul Parlamentului, Parcul Cișmigiu |
| Piaţa Unirii           | Piața Unirii 1                                                                          | M1, M3 | Stânga          | Sectoarele 3, 4 și 5 | Acoperită           | 1979                                 | Gheorghe Beznilă                 | Obiective turistice: Hanul lui Manuc, Centrul Vechi (partea de sud), Curtea Veche Cu cele 2 părți ale sale este cea mai mare stație de metrou din București și singura în care se poate intra din teritorii care aparțin unor sectoare diferite. |
| Timpuri Noi            | Timpuri Noi (propus - Octavian Udriște)                                                 | M1, M3 | Dreapta         | Sectorul 4           | Acoperită           | 1979                                 | Adriana Bunu                     | |
| Mihai Bravu            | Mihai Bravu                                                                             | M1, M3 | Dreapta         | Sectorul 3           | Deschisă            | 1981                                 |                                  | |
| Dristor 1              | Dristor 1                                                                               | M1, M3 | Stânga          | Sectorul 3           |                     | 1981                                 | Ion Podocea                      | Trenurile care circulă pe M1 ajung la Dristor de două ori — traversând stația Dristor 1 între Mihai Bravu și Nicolae Grigorescu și având capătul în stația Dristor 2.                                                                            |
| Nicolae Grigorescu (1) | Nicolae Grigorescu 1 (1990 - Leontin Sălăjan)                                           | M1, M3 | Stânga          | Sectorul 3           | Acoperită           | 1981                                 |                                  | |
| Titan                  | Titan                                                                                   | M1     | Stânga          | Sectorul 3           | Deschisă            | 1981                                 | Ion Podocea                      | |
| Costin Georgian        | Costin Georgian (1992 - Muncii)                                                         | M1     | Stânga          | Sectorul 3           | Deschisă            | 1981                                 |                                  | |
| Republica              | Republica                                                                               | M1     | Stânga          | Sectorul 3           | Deschisă            | 1981                                 | Ion Podocea                      | Stația este terminus pentru majoritatea garniturilor care circulă pe M1. Trenurile spre Pantelimon au o frecvență mai redusă. |
| PantelimonMetro        | Pantelimon (Antilopa )                                                                  | M1     | Un singur peron | Sectorul 3           |                     | 1991                                 |                                  | Stația dispune de o singură linie iar circulația trenurilor este restrânsă, stația Republica fiind capătul magistralei 1 pentru majoritatea garniturilor.                                                                                        |
| Tudor Arghezi          | Tudor Arghezi                                                                           | M2     | Stânga          | Sectorul 4           | Stație de suprafață | 2023                                 |                                  | |
| Berceni                | Berceni (2009 - Depoul IMGB)                                                            | M2     | Dreapta         | Sectorul 4           | Stație de suprafață | 1986                                 | Ion Marineci                     | Lângă stație se află depoul Berceni. |
| Dimitrie Leonida       | Dimitrie Leonida (2009 - IMGB)                                                          | M2     | Dreapta         | Sectorul 4           | Deschisă            | 1986                                 | Cătălin Stanciu                  | |
| Apărătorii Patriei     | Apărătorii Patriei                                                                      | M2     | Dreapta         | Sectorul 4           | Deschisă            | 1986                                 | Dorina Pătra                     | |
| Piața Sudului          | Piața Sudului                                                                           | M2     | Stânga          | Sectorul 4           | Deschisă            | 1986                                 | Alexandru Panaitescu             | |
| Constantin Brâncoveanu | Constantin Brâncoveanu                                                                  | M2     | Stânga          | Sectorul 4           |                     | 1988                                 | Ion Podocea                      | |
| Eroii Revoluţiei       | Eroii Revoluției (1990 - Pieptănari)                                                    | M2     | Stânga          | Sectorul 4           | Acoperită           | 1986                                 | Bogdan Popovici, Doina Tănăsescu | |
| Tineretului            | Tineretului                                                                             | M2     | Stânga          | Sectorul 4           | Acoperită           | 1986                                 | Clement Moldoveanu               | |
| Piața Unirii           | Piața Unirii 2                                                                          | M2     | Stânga          | Sectoarele 3, 4 și 5 | Acoperită           | 1986                                 | Gheorghe Beznilă                 | Obiective turistice: Hanul lui Manuc, Centrul Vechi (partea de sud), Curtea Veche Cu cele 2 părți ale sale este cea mai mare stație de metrou din București și singura în care se poate intra din teritorii care aparțin unor sectoare diferite. |
| Universitate           | Universitate                                                                            | M2     | Stânga          | Sectorul 3           | Acoperită           | 1987                                 | Victoria Radu                    | Obiective turistice: Teatrul Național, Hotel Intercontinental, Palatul Suțu, Universitatea București, Piața Universității, Ateneul Român, Biblioteca Centrală Universitară                                                                       |
| Piața Romană           | Piața Romană                                                                            | M2     | Dreapta         | Sectorul 1           | Acoperită           | 1988                                 | Adriana Bunu                     | Obiective turistice: Academia de Studii Economice, Hotel Sheraton Peroanele sunt ușor decalate și foarte înguste, soluția constructivă impunând realizarea unor ziduri groase cu puține deschideri.                                              |
| Piaţa Victoriei        | Piața Victoriei 1                                                                       | M2     | Dreapta         | Sectorul 1           | Acoperită           | 1987                                 | Lia Dima                         | Obiective turistice: Muzeul Antipa, Parcul Kiseleff, Muzeul Țăranului Român, Muzeul de Geologie, Palatul Victoria |
| Aviatorilor            | Aviatorilor                                                                             | M2     | Stânga          | Sectorul 1           | Acoperită           | 1987                                 | Alexandru Panaitescu             | Obiective turistice: Monumentul Aviatorilor, Parcul Herăstrău, Muzeul Satului |
| Aurel Vlaicu           | Aurel Vlaicu                                                                            | M2     | Stânga          | Sectorul 1           | Deschisă            | 1987                                 | Ileana Papina                    | |
| Pipera                 | Pipera                                                                                  | M2     | Dreapta         | Sectorul 1           | Deschisă            | 1987                                 | Adriana Bunu                     | |
| Preciziei              | Preciziei (2009 - Industriilor)                                                         | M3     | Stânga          | Sectorul 6           | Deschisă            | 1983                                 |                                  | Linia continuă până la Depoul Preciziei. |
| Păcii                  | Păcii                                                                                   | M3     | Stânga          | Sectorul 6           | Acoperită           | 1983                                 |                                  | |
| Gorjului               | Gorjului                                                                                | M3     | Stânga          | Sectorul 6           | Acoperită           | 1994(spre Păcii) 1998 (spre Eroilor) |                                  | |
| Lujerului              | Lujerului (2009 - Armata Poporului)                                                     | M3     | Stânga          | Sectorul 6           | Acoperită           | 1983                                 | Adriana Bunu                     | |
| Politehnica            | Politehnica                                                                             | M3     | Stânga          | Sectorul 6           | Deschisă            | 1983                                 |                                  | |
| Nicolae Grigorescu (2) | Nicolae Grigorescu 2                                                                    | M3     | Dreapta, Stânga | Sectorul 3           |                     | 2008                                 |                                  | |
| 1 Decembrie 1918       | 1 Decembrie 1918                                                                        | M3     | Dreapta         | Sectorul 3           |                     | 2008                                 |                                  | |
| Nicolae Teclu          | Nicolae Teclu (2009 - Policolor)                                                        | M3     | Dreapta         | Sectorul 3           |                     | 2008                                 |                                  | |
| Anghel Saligny         | Anghel Saligny (2009 - Linia de Centură)                                                | M3     | Un singur peron | Sectorul 3           |                     | 2008                                 |                                  | |
| Anghel Saligny         | Gara de Nord 2                                                                          | M4     | Dreapta         | Sectorul 1           | Acoperită           | 2000                                 |                                  | Obiective turistice: Gara de Nord, Monumentul Eroilor Ceferiști, Palatul C.F.R. Nu este posibilă schimbarea liniei între M1 și M4 la Gara de Nord – pentru transbordare se folosește stația Basarab.                                             |
| Basarab                | Basarab 2                                                                               | M4     | Stânga          | Sectorul 1           | Acoperită           | 2000                                 |                                  | |
| Grivița                | Grivița                                                                                 | M4     | Stânga          | Sectorul 1           |                     | 2000                                 |                                  | |
| 1 mai                  | 1 Mai                                                                                   | M4     | Stânga          | Sectorul 1           |                     | 2000                                 |                                  | |
| Jiului                 | Jiului (2011 - Pajura (a fost redenumită înainte de deschidere))                        | M4     | Stânga          | Sectorul 1           |                     | 2011                                 |                                  | |
| Parc Bazilescu         | Parc Bazilescu                                                                          | M4     | Stânga          | Sectorul 1           |                     | 2011                                 |                                  | |
| Laminorului            | Laminorului (2009 - Laromet (a fost redenumită înainte de deschidere))                  | M4     | Stânga          | Sectorul 1           |                     | 2017                                 | Ana-Gabriela Berceanu            | |
| Străulești             | Străulești                                                                              | M4     | Un singur peron | Sectorul 1           |                     | 2017                                 | Consuela Dumitrescu              | |
| Eroilor 2              | Eroilor 2                                                                               | M5     | Stânga          | Sectorul 5           | Acoperită           | 2020                                 |                                  | Obiective turistice: Opera Națională, Biserica Sf. Elefterie, Universitatea de Medicină, Facultatea de Medicină Veterinară |
| Academia Militară      | Academia Militară                                                                       | M5     | Stânga          | Sectorul 5           | Acoperită           | 2020                                 |                                  | |
| Orizont                | Orizont                                                                                 | M5     | Stânga          | Sectorul 6           | Acoperită           | 2020                                 |                                  | |
| Favorit                | Favorit                                                                                 | M5     | Stânga          | Sectorul 6           | Acoperită           | 2020                                 |                                  | |
| Tudor Vladimirescu     | Tudor Vladimirescu (2017 - Drumul Taberei 34 (a fost redenumită înainte de deschidere)) | M5     | Stânga          | Sectorul 6           | Acoperită           | 2020                                 |                                  | |
| Parc Drumul Taberei    | Parc Drumul Taberei                                                                     | M5     | Stânga          | Sectorul 6           | Acoperită           | 2020                                 |                                  | |
| Romancierilor          | Romancierilor                                                                           | M5     | Stânga          | Sectorul 6           | Acoperită           | 2020                                 |                                  | |
| Brâncuși               | Brâncuși                                                                                | M5     | Stânga          | Sectorul 6           | Acoperită           | 2020                                 |                                  | |
| Râul Doamnei           | Râul Doamnei                                                                            | M5     | Un singur peron | Sectorul 6           | Acoperită           | 2020                                 |                                  | |
| Valea Ialomiței        | Valea Ialomiței                                                                         | M5     | Un singur peron | Sectorul 6           | Acoperită           | 2020                                 |                                  | |

## Legendă
1. ↑  Anul este cel în care a avut loc schimbarea de nume.
2. ↑  „Dreapta, Stânga” înseamnă că o direcție are peronul pe partea stângă iar cealaltă direcție pe partea dreaptă. Această situație se întâlnește în stațiile în care se despart magistralele M1 și M3.
Un singur peron există la capetele magistralelor, când trenurile sosesc și pleacă de pe aceeași linie.
3. ↑  Realizarea deschisă (în engleză cut-and-cover) presupune săparea de la suprafață în interiorul pereților mulați și realizarea stațiilor. Metoda acoperită (în engleză top-down) presupune realizarea, la fiecare etaj, a planșeului de la etajul superior, urmat de săpături sub acest planșeu.